# Футбольная лига Южной Шотландии
Лига Южной Шотландии (англ. South of Scotland) — любительская футбольная лига для не профессиональных шотландских футбольных клубов. Является пятым дивизионом в системе футбольных лиг Шотландии. Она включает в себя 13 клубов. В лиге играют клубы, базирующиеся в юге Шотландии. На данный момент лига является самой слабой из лиг, не входящих ни в Футбольную лигу Шотландии, ни в Шотландскую юношескую футбольную ассоциацию. Две другие лиги: Лига Хайленд и Ист оф Скотланд. SoSFL является полноправным членом Шотландской футбольной ассоциации.